# Wappinger (New York)
Wappinger è un comune degli Stati Uniti d'America, situato nello stato di New York, nella contea di Dutchess.